# Stylidium pritzelianum
Stylidium pritzelianum este o specie de plante dicotiledonate din genul Stylidium, familia Stylidiaceae, ordinul Asterales, descrisă de Gottfried Wilhelm Johannes Mildbraed. Conform Catalogue of Life specia Stylidium pritzelianum nu are subspecii cunoscute.